# Bomba odłamkowa 12 kg wz. 27
Bomba odłamkowa 12 kg wz. 27 – polska bomba odłamkowa wagomiaru 12 kg. Pierwszy typ bomby lotniczej skonstruowany w Polsce.
Konstrukcja bomby wz. 27 była wzorowana na poniemieckiej bombie odłamkowej 12,5 kg PuW. Bomba wz. 27 miała kroplowy korpus zakończony statecznikiem. Elaborowana była trotylem lub kwasem pikrynowym. Bomba była uzbrajana zapalnikiem głowicowym PG-27, wzorowanym na zapalniku bomby niemieckiej. Zapalnik był zabezpieczony wyjmowaną przed lotem zawleczką. Uzbrojenie zapalnika po zrzucie następowało pod wpływem siły odśrodkowej wirującej wokół osi podłużnej bomby (ruch wirowy osiągnięto dzięki odpowiedniemu kształtowi brzechw). Bomba mogła być podwieszana w pozycji poziomej (na grzybku wkręconym w korpus na wysokości środka ciężkości) lub pionowej (na uszku przymocowanym do brzechw).
Udoskonaloną wersją bomby wz. 27 była bomba odłamkowa 12 kg wz. 33. Bomby wz. 27 i 33 zostały zastąpione przez bombę odłamkową 12 kg FA wz. 35.